# Radziejowice

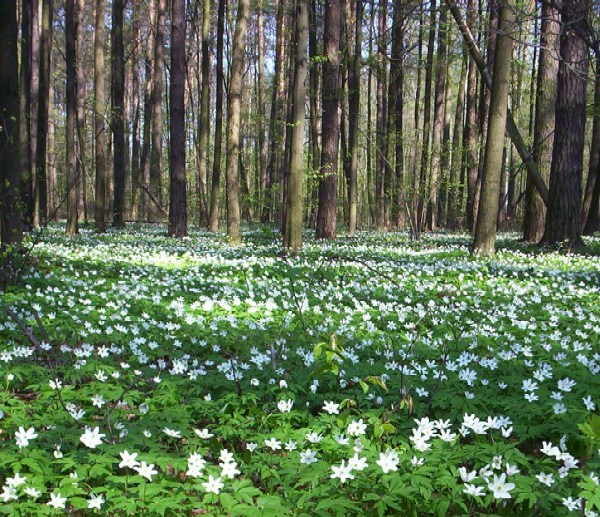
Zawilec gajowy w okolicach Radziejowic

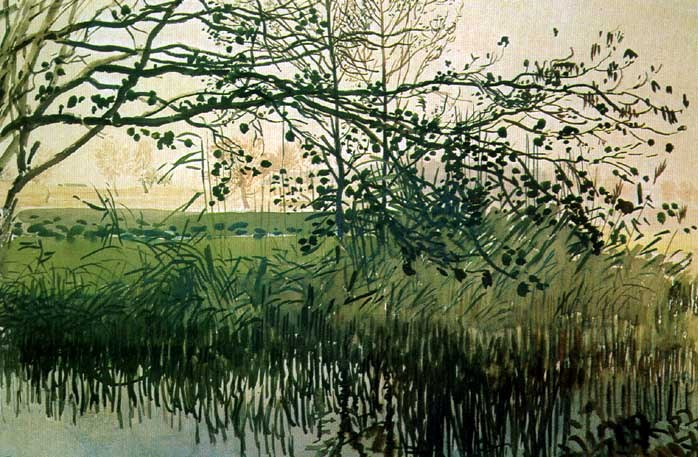
Staw w Radziejowicach – obraz Stanisława Masłowskiego, 1907

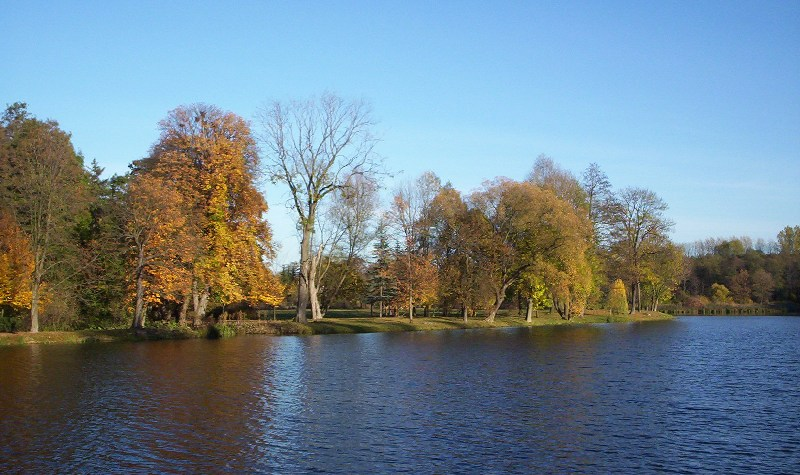
Park

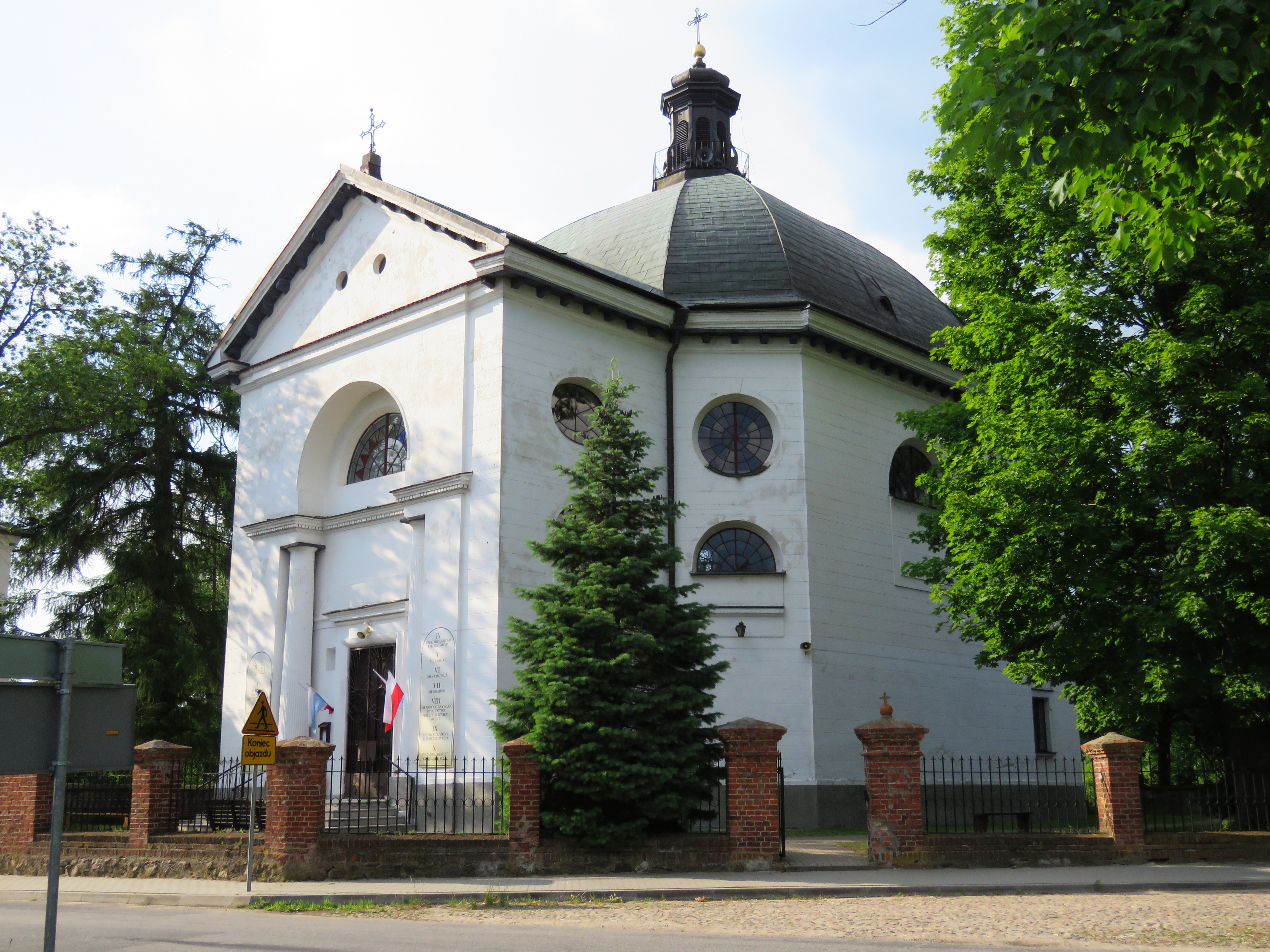
Kościół św. Kazimierza Królewicza

Radziejowice – wieś w Polsce położona w województwie mazowieckim, w powiecie żyrardowskim, w gminie Radziejowice (siedziba gminy). Leży nad rzeką Pisią Gągoliną. Miejscowość jest miejscem urodzenia Michała Stefana Radziejowskiego, kardynała, prymasa Polski oraz Edwarda Krasińskiego, działacza społecznego, pamiętnikarza.
Wieś szlachecka Radziejewice położona była w drugiej połowie XVI wieku w powiecie mszczonowskim ziemi sochaczewskiej województwa rawskiego.  W 1923 roku powołana została Ochotnicza Straż Pożarna w Radziejowicach. Prezes – dh Bogdan Prejs, Naczelnik – dh Hipolit Mikołajczyk. Pozostałymi członkami zarządu zostali: ks. Aleksander Kozarzewski, dh Leon Matyjek, dh Edward Szustkiewicz. W roku 2004 na terenie gminy powstał czterogwiazdkowy Hotel Afrodyta Business & SPA, który miał wpływ na promowanie miejscowości w turystyce ogólnopolskiej. Od 2008 roku na terenie Radziejowic działa 7 Radziejowicka drużyna harcerska „Żywioł”, a od 2010 roku Szczep Drużyn „Żywioł”.

## Historia
Dobra radziejowickie przez ok. 300 lat – od XV wieku do początku XVIII wieku należały do rodu Radziejowskich. Następnie należały do hr. Aleksandra Ossolińskiego, a następnie wraz z wianem jego córki przeszły na własność rodu Krasińskich. Pozostawały w ich rękach aż do wybuchu II wojny światowej, po wojnie zostały przejęte przez państwo.
W czasie okupacji niemieckiej mieszkająca we wsi rodzina Rdzanowskich udzieliła pomocy Szaji Goldman. W 1995 roku Instytut Jad Waszem podjął decyzję o przyznaniu Klarze i Władysławowi Rdzanowskim tytułu Sprawiedliwych wśród Narodów Świata.
Od roku 1965 zespół pałacowy w Radziejowicach funkcjonuje jako Dom Pracy Twórczej. Organizowany jest tu między innymi Letni Festiwal im. Jerzego Waldorffa
W latach 1954-1972 wieś była siedzibą gromady Radziejowice. W latach 1975–1998 Radziejowice administracyjnie należały do województwa skierniewickiego.

## Zabytki
Głównym zachowanym zabytkiem jest zespół pałacowo-parkowy w Radziejowicach, który tworzą obecnie klasycystyczny pałac, neogotycki zameczek, zrekonstruowany w latach 80. XX wieku dworek modrzewiowy, domek szwajcarski, dawna kuźnia i park ze stawem. Obok stawu, na tzw. wyspie, zlokalizowany jest murowany młyn, będący repliką budynku drewnianego, wykonaną w latach 70. XX wieku. Ponadto we wsi znajduje się klasycystyczny kościół miejscowej parafii św. Kazimierza Królewicza, zbudowany według projektu Jakuba Kubickiego w latach 1820–1823. Towarzyszy mu klasycystyczna dzwonnica i plebania z 1820 roku. Do 2012 roku przy ul. J. Kubickiego stał drewniany dworek, wybudowany po 1864 roku dla rosyjskiego oficera, który otrzymał go jako nagrodę władz rosyjskich za tłumienie powstania styczniowego. Dworek został rozebrany i usunięty. Przy ul. J. Kubickiego stoi też zabytkowy ceglany dom, w którym mieszkał organista, oraz duży ceglany budynek z półkolumnami, wybudowany jako szpital, czyli dom opieki dla najuboższych. Przy głównym rondzie zlokalizowany jest obelisk ku czci uczestników wojny polsko-bolszewickiej.
Przez wieś przebiegają także zabytkowe aleje lipowe chronione jako pomnik przyrody. Pierwsza, młodsza, to aleja tworząca ul. J. Kubickiego, a druga starsza to przedłużenie ul. Sienkiewicza. Według podań lipy sadzone były przed potopem szwedzkim.
Przy drodze do wsi Kamionka znajdują się, wykonane pod koniec lat 30. XX wieku, nasypy i oryginalny w formie, żelbetowy wiadukt na Pisi Gągolinie, niezrealizowanej linii kolejki EKD (ob. WKD) z Komorowa przez Nadarzyn do Mszczonowa.

## Szlaki piesze
Znakowane szlaki turystyczne:
- Bolimowski Park Krajobrazowy – Radziejowice – Grzegorzewice (fragment szlaku Rochna – Młochów)
- Międzyborów – rez. Dąbrowa Radziejowska – Radziejowice
- Radziejowice – Adamów – Kuklówka Zarzeczna – Adamowizna – Grodzisk Maz. (początek szlaku Radziejowice – Głosków)